# 136743 Echigo
136743 Echigo este un asteroid din centura principală de asteroizi.

## Descriere
136743 Echigo este un asteroid din centura principală de asteroizi. A fost descoperit pe 16 noiembrie 1995 la Chichibu de Naoto Satō și Takeshi Urata. Asteroidul prezintă o orbită caracterizată de o semiaxă mare de 2,34 ua, o excentricitate de 0,23 și o înclinație de 1,3° în raport cu ecliptica.